# Charley Rogers
Pour les articles homonymes, voir Charles Rogers et Rogers.
Charley Rogers (parfois crédité Charles Rogers ou Charles H. Rogers) est un acteur, réalisateur et scénariste anglais, né Charles Alfred Rogers le 15 janvier 1887 à Birmingham (Angleterre), mort le 20 décembre 1956 à Los Angeles (Californie) des suites d'un accident de voiture.

## Biographie
Installée aux États-Unis, Charley Rogers débute au théâtre à Broadway (New York) en 1912, dans la pièce Oliver Twist (aux côtés de sa compatriote Constance Collier), adaptation du roman éponyme de Charles Dickens. Quatre ans plus tard, en 1916, il fait une seconde apparition à Broadway, dans la pièce A King of Nowhere, avec Sydney Greenstreet et Lou Tellegen.
Au cinéma, il débute comme acteur en 1912, dans deux courts métrages muets, dont Oliver Twist, adaptation à l'écran de la pièce pré-citée. En tout, il apparaît dans trente-sept films américains ; l'avant-dernier est Les Feux de la rampe de Charlie Chaplin (1952), où il tient un petit rôle non crédité ; le dernier est Two April Fools, court métrage de Jules White — où il joue le rôle de... Charley —, sorti en 1954, deux ans et demi avant sa mort accidentelle, dans un accident de voiture. Parmi les sept films muets qu'il interprète (le dernier sorti en 1928), citons également Les Conquérants de Cecil B. DeMille (1917), avec Wallace Reid, Raymond Hatton, Geraldine Farrar et Hobart Bosworth.
Comme réalisateur, on lui doit quatorze films sortis de 1929 à 1936 (précédés par un quinzième de 1917, comme assistant-réalisateur). Enfin, il est scénariste (ou auteur des histoires originales) de treize films, sortis entre 1932 et 1944.
Au sein de sa filmographie (comprenant notamment des westerns), Charley Rogers reste surtout connu pour sa collaboration (comme acteur, réalisateur ou scénariste) à près de trente films avec le duo comique Laurel et Hardy (voir la filmographie ci-après). Parmi eux, mentionnons Les Sans-soucis (1932, où il est acteur), Fra Diavolo (1933), qu'il réalise conjointement avec Hal Roach — producteur de bon nombre des films auxquels Rogers contribue —, et Laurel et Hardy conscrits (1939, en tant que scénariste, d'après son histoire originale).

## Théâtre
Pièces jouées à Broadway
- 1912 : Oliver Twist, adaptation par J. Comyns Carr du roman éponyme de Charles Dickens, avec Constance Collier
- 1916 : A King of Nowhere de J. du Rocher MacPherson et L. du Rocher MacPherson, mise en scène de Jessie Bonstelle et Lou Tellegen, avec Sydney Greenstreet, Lou Tellegen

## Filmographie
Les films avec Laurel et Hardy sont signalés par un astérisque (*) ; l'abréviation (CM) désigne un court métrage

### Comme acteur (sélection)

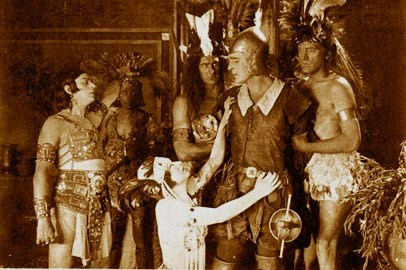
Les Conquérants (1917) - de g. à d. : Theodore Kosloff, Charley Rogers, Geraldine Farrar et Wallace Reid (encadré par deux gardes)

- 1912 : Oliver Twist (réalisateur non spécifié)
- 1912 : The Shanghaied Cowboys (it) d'Al Christie  (CM)
- 1917 : Les Conquérants (The Woman God Forgot) de Cecil B. DeMille
- 1928 : Habeas Corpus de Leo McCarey et James Parrott (CM) (*)
- 1928 : V'là la flotte (Two Tars) de James Parrott (*)
- 1928 : The Movie Man d'Archie Mayo (*)
- 1929 : Son Altesse Royale (Double Whoopee) de Lewis R. Foster (CM) (*)
- 1929 : Madame Q de Leo McCarey (CM)
- 1929 : Perfect Day de James Parrott (CM) (*)
- 1930 : Les Révoltés (Outside the Law) de Tod Browning
- 1931 : Our Wife d'Hal Roach (CM) (*)
- 1931 : Sous les verrous (Pardon Us) de James Parrott (*)
- 1931 : Let's Do Things d'Hal Roach (CM)
- 1932 : Wild Babies de Lloyd French et Robert A. McGowan (CM)
- 1932 : Les Sans-soucis (Pack Up Your Troubles) de George Marshall et Ray McCarey (*)
- 1933 : Keg 'o My Heart de Billy Gilbert (CM)
- 1934 : Movie Daze de Gus Meins (CM)
- 1934 : Mrs. Barnacle Bill de Lloyd French (CM)
- 1942 : House of Errors (en) de Bernard B. Ray
- 1943 : That Nazty Nuisance de Glenn Tryon
- 1943 : Maîtres de ballet (The Dancing Masters) de Malcolm St. Clair (*)
- 1945 : A Hit with a Miss de Harry Edwards et Jules White (CM)
- 1945 : A Miner Affair de Jules White (CM)
- 1952 : Les Feux de la rampe (Limelight) de Charlie Chaplin
- 1954 : Two April Fools de Jules White (CM)

### Comme réalisateur (intégrale)

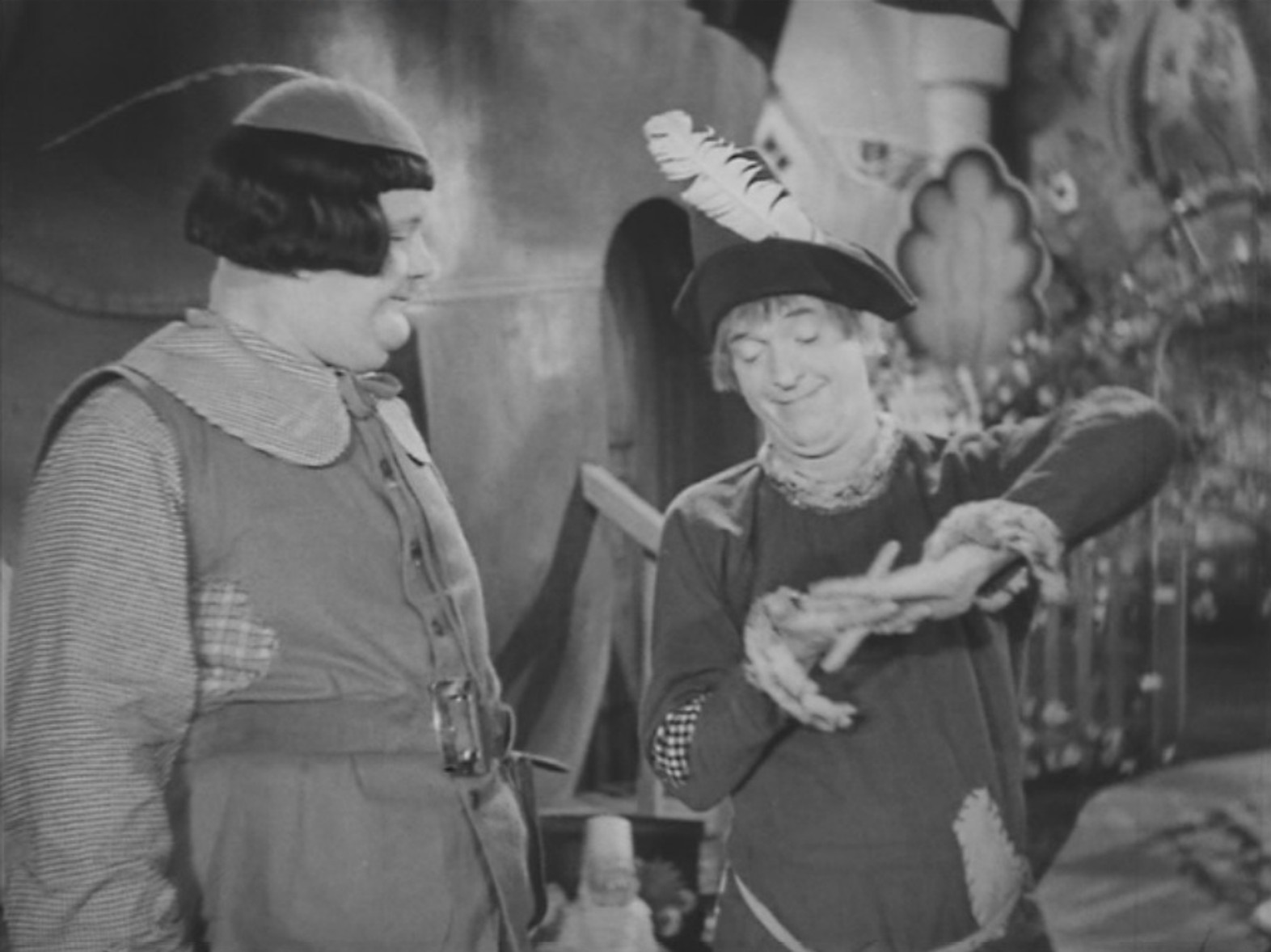
Laurel et Hardy, dans Fra Diavolo (1933)

- 1917 : Melissa of the Hills de James Kirkwood, Sr. (assistant-réalisateur)
- 1929 : Skirt Boy (CM)
- 1929 : Skirt Shy, coréalisé par Fred Guiol (CM)
- 1930 : The Fighting Parson, coréalisé par Fred Guiol (CM)
- 1930 : The Shrimp (CM)
- 1930 : The King, coréalisé par James W. Horne (CM)
- 1933 : Les Deux Flemmards (Me and My Pal), coréalisé par Lloyd French (CM) (*)
- 1933 : Fra Diavolo (The Devil's Brothers), coréalisé par Hal Roach (*)
- 1934 : Un jour une bergère (Babes in Toyland), coréalisé par Gus Meins (*)
- 1934 : Le Bateau hanté (The Live Ghost) (CM) (*)
- 1934 : Les Jambes au cou (Going Bye-Bye!) (CM) (*)
- 1934 : Les Joyeux Compères (Them Thar Hills) (CM) (*)
- 1935 : Laurel et Hardy électriciens (Tit for Tat) (CM) (*)
- 1935 : Les Rois de la gaffe (The Fixer Uppers) (CM) (*)
- 1936 : La Bohémienne (The Bohemian Girl), coréalisé par James W. Horne (*)

### Comme scénariste (intégrale)

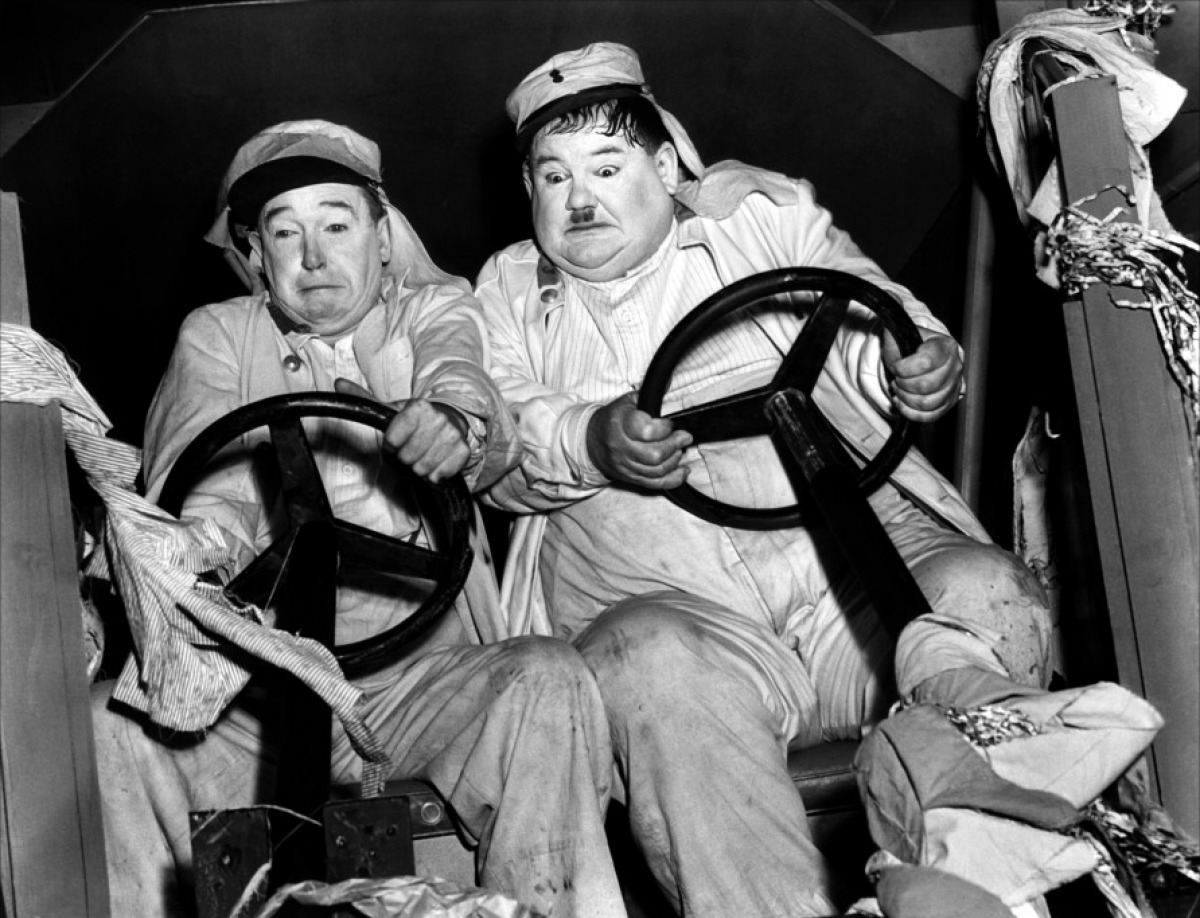
Laurel et Hardy, dans Les Conscrits (1939)

- 1932 : Marchands de poisson (Towed in a Hole) de George Marshall (CM) (*)
- 1934 : Going Bye-Bye ! de Charley Rogers (CM) (*)
- 1935 : Bons pour le service (Bonnie Scotland) de James W. Horne (*)
- 1936 : C'est donc ton frère (Our Relations) de Harry Lachman (*)
- 1936 : La Bohémienne (The Bohemian Girl) de Charley Rogers et James W. Horne (*)
- 1937 : Laurel et Hardy au Far West (Way Out West) de James W. Horne (+ histoire originale) (*)
- 1938 : Têtes de pioche (Block-Heads) de John G. Blystone (+ histoire originale) (*)
- 1938 : Les montagnards sont là (Swiss Miss) de John G. Blystone et Hal Roach (histoire originale) (*)
- 1939 : Laurel et Hardy conscrits (The Flying Deuces) d'A. Edward Sutherland (+ histoire originale) (*)
- 1940 : En croisière (Saps at Sea) de Gordon Douglas (+ histoire originale) (*)
- 1940 : Les As d'Oxford (A Chump at Oxford) d'Alfred J. Goulding (+ histoire originale) (*)
- 1943 : Laurel et Hardy chefs d'îlot (Air Raid Wardens) d'Edward Sedgwick (*)
- 1944 : Abroad with Two Yanks d'Allan Dwan